# Abdelaziz Bennani (militaire)
Pour les articles homonymes, voir Abdelaziz Bennani et Bennani.
Abdelaziz Bennani, né le 28 septembre 1935 à Taza et mort le 20 mai 2015 à Rabat, est un général de corps d'armée marocain. Il est inspecteur général des Forces armées royales marocaines de 2004 à 2014 et commandant de la zone Sud de 1977 à 1979 puis de 1983 à 2014.
Le général Bennani fait partie des quatre militaires les plus gradés des Forces armées royales, avec les généraux Hosni Benslimane, Abdelhak Kadiri et Bouchaïb Arroub.

## Carrière militaire
Abdelaziz Bennani fait partie de la « Promotion Mohammed V » formée à l'École spéciale militaire de Saint-Cyr (France) en 1956, tout comme le général Hosni Benslimane.
Son premier coup de feu remonte à 1957 lors de la récupération de l'enclave espagnole Tarfaya. Dès 1975, juste après la Marche verte, Bennani s'implique dans la guerre du Sahara occidental contre le Polisario en tant que chef d'État-major.
Nommé commandant de la zone du Sahara en 1977, il est remplacé à ce poste en mars 1979 par le colonel Mohamed Abrouk, à la suite de l'attaque de Tan-Tan. Il est nommé ensuite chef d'État-major de la « zone Sud » sous le commandement du général Ahmed Dlimi. Après la mort de ce dernier en 1983, le général Bennani devient inspecteur de l'infanterie et commandant de la zone Sud jusqu'en juin 2014. C'est le général Bennani qui aurait eu l'idée d'ériger un mur de défense qui se nommera mur des sables.
En 2004, il est nommé inspecteur des Forces Armées Royales.